# 橡樹果園 (特拉華州)
奧克果園（英語：Oak Orchard）是位於美國特拉華州蘇塞克斯縣的一個非建制地區。該地的面積和人口皆未知。

## 地理
奧克果園的座標為38°35′46″N 75°10′22″W / 38.59611°N 75.17278°W，而該地的平均海拔高度為0米（即0英尺）。